# Samenloop (schuldeisers)
Samenloop van schuldeisers (Latijn: concursus creditorum) is de situatie waarin meerdere schuldeisers met tegenstrijdige aanspraken verhaal nemen op hetzelfde (deel)vermogen. Dit geeft meestal aanleiding tot een wettelijk bewind, waarbij de gemeenschappelijke schuldenaar niet meer vrij mag beschikken over de geviseerde activa. De wanordelijke wedloop van individuele executies komt zo ten einde, de samenlopende schuldeisers mogen niet meer zelfstandig uitwinnen, ze treden in principe aan met gelijke rang (pari passu). Is er niet voldoende om de schuldeisers te voldoen, dan vindt er een evenredige verdeling plaats, behoudens voorrechten.

## België
In het Belgische rechtsstelsel worden de volgende rechtsfiguren doorgaans beschouwd als vormen van samenloop: faillissement, gerechtelijke reorganisatie, collectieve schuldenregeling, uitvoerend beslag (art. 1627 en 1639 Ger.W.), vereffening, onbeheerde nalatenschap, aanvaarding onder voorrecht van boedelbeschrijving. De bijzonderheden eigen aan elk type beletten dat gesproken kan worden van een gemeen recht inzake samenloop. Telkens is er een andere invulling van de gelijke behandeling van schuldeisers (paritas creditorum), belichaamd in artikel 3.36 van het Burgerlijk Wetboek, en van de voorrangsregeling die daar afbreuk aan doet (een uitzondering die moet berusten op wettige redenen, maar in de praktijk vaak overheerst).
De samenloop heeft geen betrekking op de persoonlijke (verbintenisrechtelijke) vorderingsrechten van de schuldeisers, maar op de (zakenrechtelijke) executierechten aan de hand waarvan ze die vorderingen proberen te verhalen ('realiseren'). De realisatie gaat op in een collectieve procedure, waarbij alle deelnemende schuldeisers geacht worden hun schuldvorderingen van bij het begin te hebben gerealiseerd, ongeacht het werkelijke tijdstip. De positie van de schuldeisers en hun onderlinge verhouding wordt dus in principe onherroepelijk vastgesteld wanneer de samenloop zich voordoet (fixatiebeginsel). Men spreekt ook van kristallisatie. Wat vaststaat is geen concreet bedrag, want de waarde van de activa is nog onzeker, maar een bepaalbaar deel ervan.
Sinds de hervorming van de gerechtelijke reorganisatie zijn de kenmerken vereffeningsbewind, gelijke behandeling van schuldeisers en fixatiebeginsel verdwenen of minstens gekortwiekt. Er is discussie ontstaan in hoeverre men nog kan spreken van samenloop of quasi-samenloop.